# Kloster St. Josef (Aiterhofen)
Das Kloster St. Josef in Aiterhofen beherbergt das Generalat und Mutterhaus der Franziskanerinnen von der Buße – besser bekannt als Franziskanerinnen von Aiterhofen.

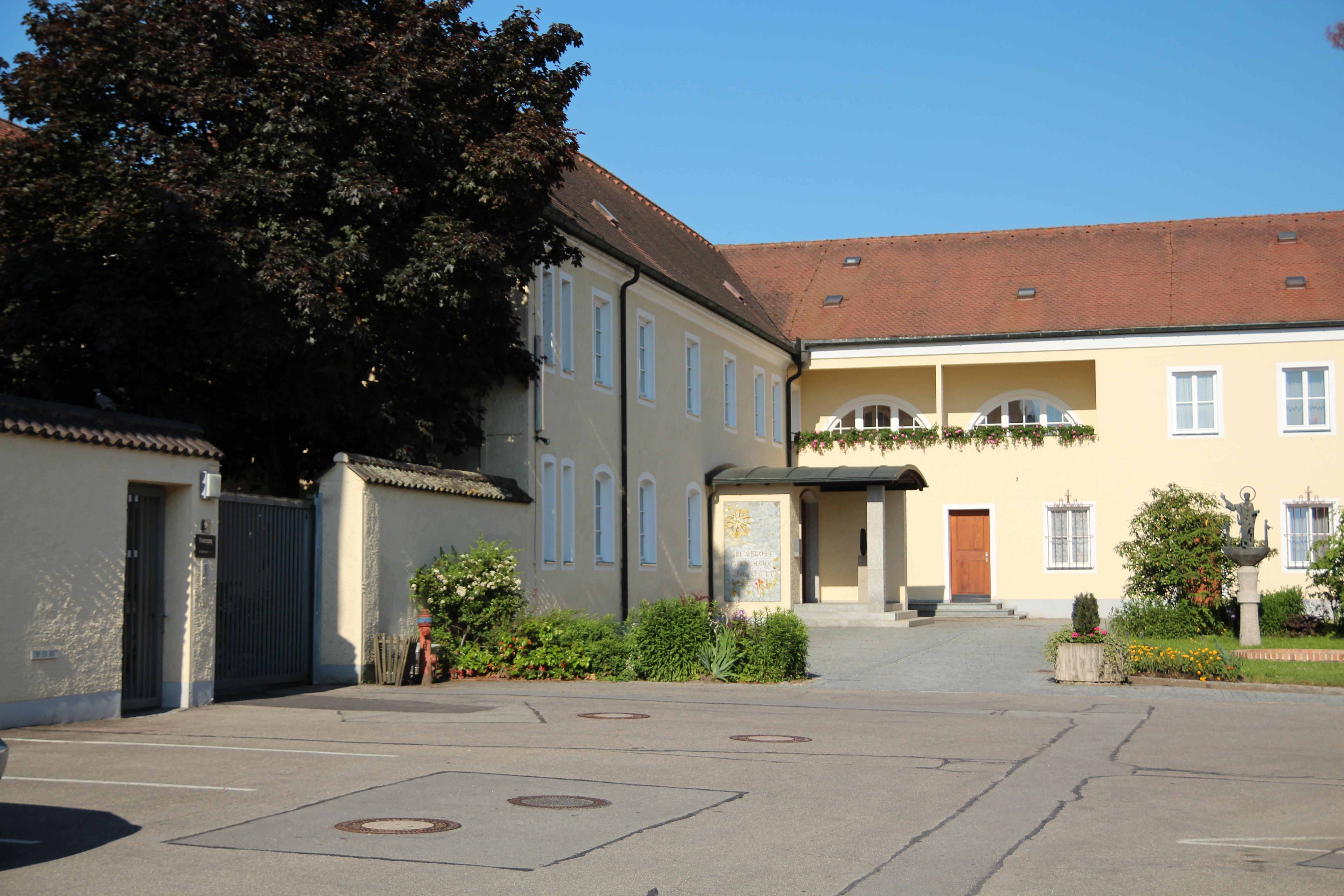
Blick auf das Kloster St. Josef

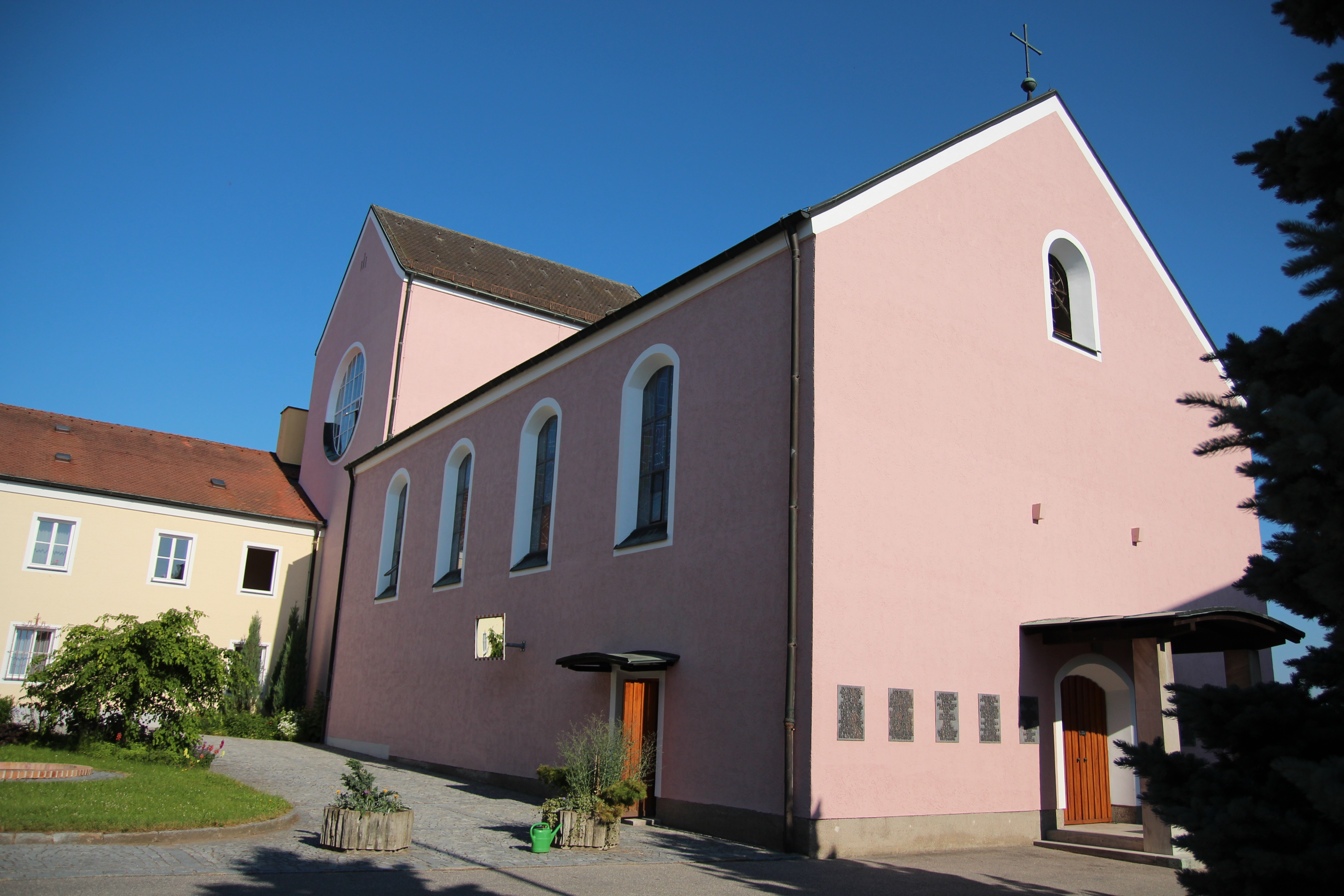
Blick auf die Klosterkirche

## Geschichte
Die Gründung des Klosters wurde am 26. April 1846 von König Ludwig I. genehmigt. Die Ordensgründerin Angela Fraundorfer tauschte einen Acker ihrer Familie gegen einen Bauplatz im Pfarrgarten von Aiterhofen mit dem damaligen Pfarrer Stummer. Am 20. April 1847 erfolgte die Grundsteinlegung zum ersten Haus, das schließlich am 7. November 1848 bezogen werden konnte. Im Jahr 1852 konnte ein Ökonomiegebäude erworben werden, das für die wirtschaftliche Eigenständigkeit der Klostergemeinschaft sorgte – bereits 1860 folgte eine Erweiterung des Hauses und der Anbau einer Kapelle.
1935 brachen die ersten Schwestern nach Brasilien auf und gründeten dort verschiedene Niederlassungen. Im Jahre 1955 wurde Brasilien zur Provinz Santa Clara.
Die Nationalsozialisten beschlagnahmten das Kloster 1941. Während des Zweiten Weltkriegs diente das Kloster als Lazarett. Einen Neustart mit einer dreiklassigen Mädchen-Mittelschule gab es 1946. 1962 wurde die Angela-Fraundorfer-Realschule, eine Mädchen-Realschule mit einem angeschlossenen Internat, gegründet. Seit 2014 werden in der Realschule auch Buben aufgenommen. Die Schule wurde inzwischen als Anwärter der UNESCO Schulen aufgenommen und hat inzwischen ca. 300 Schülerinnen und Schüler.
Außerdem gehören zur Trägerschaft des Klosters noch eine Berufsfachschule für Altenpflege und Altenpflegehilfe. Sie besteht seit 1985, zuerst als Fachschule, dann seit 2003 als Berufsfachschule. Ab 2020 wird hier auch die Generalistische Pflegeausbildung eingeführt.
Seit Juli 2019 ist ein Teil des ehemaligen Internats an den Malteser Hilfsdienst gGmbH verpachtet. Neben der Verwaltung finden dort Begleitseminare für Freiwillige im BFD und FSJ sowie Ausbildungs-Qualifikationen für Erste-Hilfe-Kurse statt.

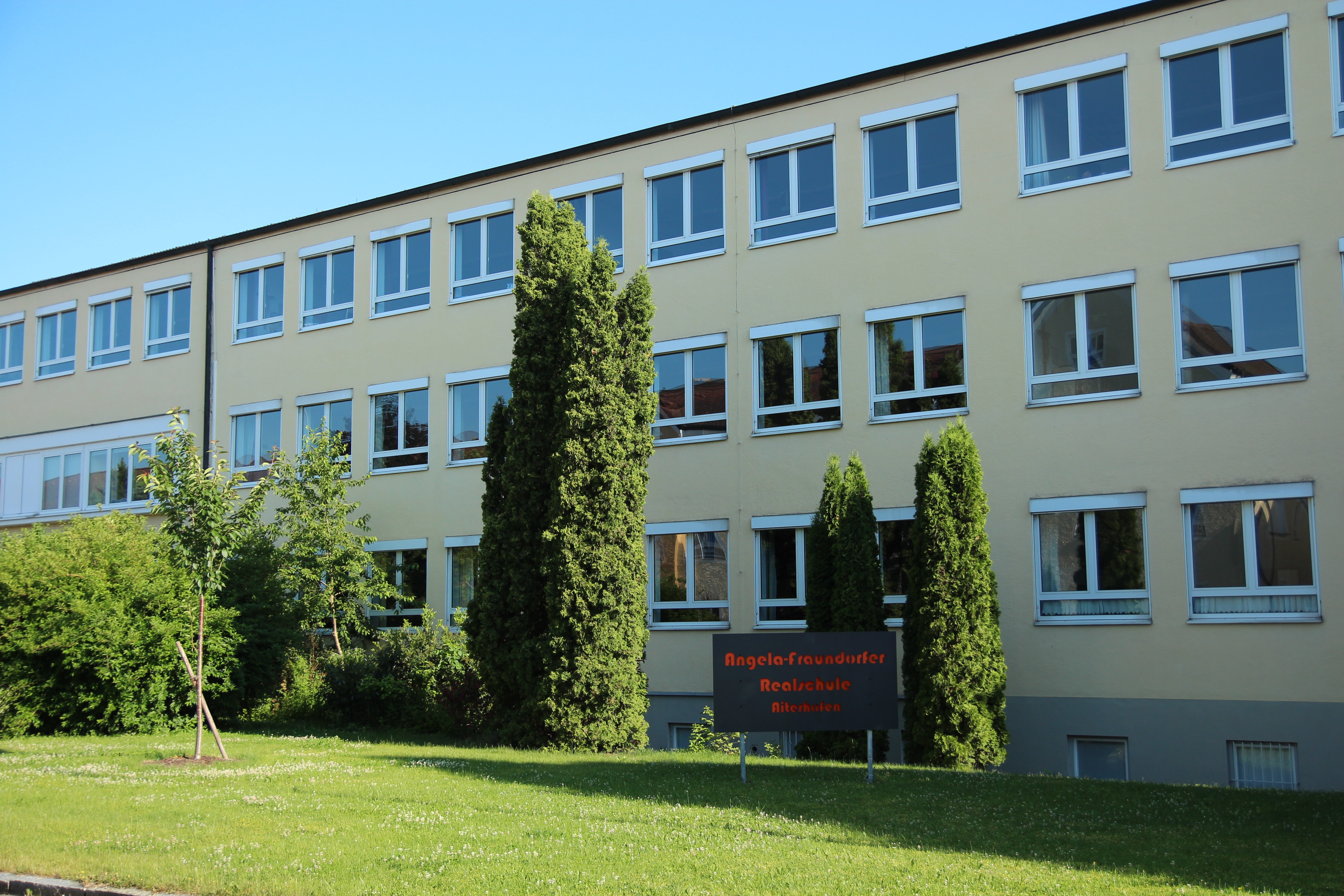
Blick auf die Angela-Fraundorfer-Realschule

## Klosterleben heute
Heute (2019) leben 35 Schwestern im Kloster Aiterhofen und 48 in Brasilien, Bolivien und Mosambik und betreiben folgende Einrichtungen:
- Franziskanisches Jugendhaus
- Angela-Fraundorfer-Realschule für Mädchen und Buben
- Mädchen-Internat der Angela-Fraundorfer-Realschule
- Paramenten- und Fahnenstickerei[9]
- Berufsfachschule für Altenpflege[10]
- Pastoralarbeit und Hilfe für die Ärmsten in Brasilien
- Familiensorge, Arbeit mit Indios, Katechese usw. in Maranhao, Bolivien (Santa Cruz)